# Kampala
Kampala – stolica i największe miasto Ugandy położone w południowej części kraju, w pobliżu Jeziora Wiktorii.
Kampala jest głównym ośrodkiem gospodarczym i kulturalnym kraju. Miejscowość jest centrum handlu produktami rolnymi (kawą, bawełną, herbatą, tytoniem, cukrem); funkcjonują tu również zakłady przemysłu włókienniczego, metalowego, drzewnego, maszynowego i spożywczego. W mieście działają: Ugandyjskie Towarzystwo Naukowe (zał. 1933), Uniwersytet Makerere (zał. 1922) i wyższa szkoła techniczna oraz liczne instytucje kulturalne, m.in.: muzeum narodowe i teatr narodowy. 35 km na południowy zachód od Kampali znajduje się międzynarodowy port lotniczy Entebbe, a w samym mieście znajduje się nieczynny port lotniczy Kampala.
Kampala rozwinęła się wokół starego fortu, założonego przez Brytyjską Imperialną Kompanię Wschodnioafrykańską w 1890 roku. W 1949 roku otrzymała prawa miejskie, a w 1962 roku, wraz z uzyskaniem niepodległości przez Ugandę, Kampala została stolicą kraju.
W dniach 31 maja – 11 czerwca 2010 miejsce obrad pierwszej Konferencji Przeglądowej Statutu Rzymskiego z 1998. Delegacje państw-stron przyjęły na niej dwie poprawki do Statutu: pierwsza z nich dotyczy definicji zbrodni agresji i zasad wykonywania jurysdykcji przez Międzynarodowy Trybunał Karny wobec tej zbrodni, druga rozszerza niektóre definicje zbrodni wojennych (używanie zakazanych broni jak broń chemiczna i amunicja dum-dum) na konflikty o charakterze niemiędzynarodowym. Poprawki zatwierdziło jak dotąd 37 stron.
W marcu 2017 roku miasto było gospodarzem 42. IAAF Mistrzostw Świata w Biegach Przełajowych.

## Demografia
Liczba ludności w poszczególnych latach:
| 1969    | 1991    | 2002      | 2012       | 2014      |
| ------- | ------- | --------- | ---------- | --------- |
| 331 900 | 774 241 | 1 189 142 | 1 723 300* | 1 516 210 |

*wg szacunków biura statystycznego